# Квинт Хортензий (консул 108 пр.н.е.)
Квинт Хортензий (на латински: Quintus Hortensius) e политик на Римската република през 2 век пр.н.е.
През 108 пр.н.е. е избран за консул заедно със Сервий Сулпиций Галба. Понеже е бил съден няма право да започне службата си. На негово място избират Марк Аврелий Скавър като суфектконсул.